# Víktor Briukhànov
Víktor Petróvitx Briukhànov (en rus: Ви́ктор Петро́вич Брюха́нов), (Taixkent, Uzbekistan, 1 de desembre de 1935 - Kíev, Ucraïna, 13 d'octubre de 2021), fou un enginyer rus que va ser responsable de la construcció de la Central Nuclear de Txernòbil, i el seu director entre 1970 i 1986. Va ser condemnat a deu anys de reclusió en un camp de treball com un dels responsables de l'accident nuclear del 1986.
Briukhànov va néixer l'1 de desembre de 1935 a la ciutat de Taixkent, on els seus pares s'havien desplaçat desde Saràtov. A diferència dels seus tres germans, va cursar estudis superiors a la Universitat Tècnica Estatal de Taixkent, i després de graduar-se va entrar a treballar a la Central Tèrmica d'Angren, a Taixkent. El 1966 va entrar a treballar a la Central Tèrmica de Slavyanskaya (Mikolaїvka), primer com a capatàs sènior, cap de taller i, finalment, enginyer en cap adjunt. El 1970 deixa la central per converti-se en gerent de l'obra de construcció de la Central nuclear de Txernòbil.

## Construcció de la central de Txernòbil
A finals de la dècada de 1960 i principis de 1970 el ministre d'energia va oferir a Briukhànov una nova feina: construir una central d'energia atòmica a la vora del riu Prípiat, a Ucraïna. Inicialment, Briukhànov va proposar la construcció de reactors d'aigua pressuritzada (PWAs), però finalment s'optà per utilitzar de reactors RBMK. Amb un cost de gairebé 400 milions de rubles, Briukhànov va ser responsable de construir els reactors des de zero. Va organitzar un poble temporal, conegut com a Lesnoi, on es va traslladar el 1970 amb la seva família. Dos anys més tard ja es va establir a Prípiat, una nova ciutat per als treballadors de la central.

## L'accident
El 26 d'abril de 1986, el cap de la divisió química va trucar a Briukhànov per informar d'un incident a la central. Ell va intentar contactar amb el supervisor de torn, però es telèfons del bloc del reactor 4 no funcionaven. Va ordenar a totes les autoritats reunir-se al búnquer de la seu de la defensa civil. Mentre estava en un autobús que passava pel quart bloc de reactors, Bryukhanov es va adonar que l'estructura superior del reactor havia desaparegut. L'explosió havia aixecat la tapa del reactor de 1.000 tones. A falta de dosímetres d'alt abast, els funcionaris tenien dificultats per determinar si s'havia produït o no un alliberament de radiació i, si és així, quina quantitat. Briukhànov, assistit pels enginyers Anatoli Diàtlov i Nikolai Fomin, va seguir ordenant als operaris afegir més aigua de refrigeració.
Basant-se en informació defectuosa de Diàtlov, Briukhànov va continuar negant que el nucli del reactor havia explotat. A les 3:00 am, es va posar en contacte amb Vladímir V. Marin, el funcionari encarregat dels assumptes nuclears del PCUS, per informar de l'accident i assegurar que la situació estava sota control.

## Expulsió del PCUS i condemna
Després de l'accident el 1986, Briukhànov va ser cessat del seu càrrec de director, i de juliol de 1986 a juliol de 1987 va servir com a cap adjunt del departament de producció i tècnica de la central. El 3 de juliol de 1986, va ser expulsat del PCUS per decisió del Politburó del Comitè Central, "per errors importants i deficiències en el treball que va conduir a l'accident amb greus conseqüències".
El 13 d'agost de 1986, va ser acusat penalment com un dels responsables de l'accident de Txernòbil per haver negligit les normes de seguretat. El 29 de juliol de 1988 va ser sentenciat a 10 anys d'internament en un camp de treball, però l'11 de setembre de 1991 va ser alliberat. Posteriorment, Briukhànov va continuar treballant a la central nuclear de Txernòbil com a cap del departament tècnic, i des de 1992 en l'estructura del Ministeri de Comerç Exterior d'Ucraïna. Des de l'agost de 1992 viu al districte Desnianski de Kíev.